# Теодул Синадин
Теодул Синадин (на гръцки: Θεοδούλος Συναδηνός) е византийски аристократ от XI век – зет на император Никифор III Вотаниат.
Теодул Синадин произхожда от престижния аристократичен клан на Синадините, чиито корени са от малоазийския град Синада в тема Анатоликон. Неговата съпруга е неизвестна по име сестра на император Никифор III Вотаниат, след чието възцаряване през 1078 г. Теодул вероятно е получил и престижната титла новелисим, с която се споменава върху моливдовул, който се съхранява в Ермитажа. На един по-ранен етап обаче Теодул вече е бил удостоен с престижната титла вестарх, с която се споменава върху печат, датиран в периода 1060 – 1070 г..
Предполага се, че Теодул Синадин и сестрата на Никифор Вотаниат са имали поне две деца – неизвестна по име дъщеря и син на име Никифор, убит в битката срещу норманите при Дирахиум през 1081 г. В хрониката на Йоан Скилица се спомемава, че дъщерята на Теодул е била омъжена за унгарския крал – вероятно крал Геза I, а бракът е уреден от император Никифор Вотаниат. За Никифор Синадин в Алексиадата на Анна Комнина се казва, че е бил готвен за наследник на императорската корона от император Никифор III, който не е имал свои деца..